# Stadion Republikański im. Tofiqa Bəhramova
Stadion Republikański im. Tofiqa Bəhramova (azer. Tofiq Bəhramov adına Respublika Stadionu) – wielofunkcyjny stadion w Baku, stolicy Azerbejdżanu, na którym swoje mecze rozgrywa miejscowa drużyna Bakı FK oraz reprezentacja Azerbejdżanu w piłce nożnej. Trybuny stadionu mają pojemność 29 858 osób.
Został zbudowany w 1952 roku i początkowo nosił imię Józefa Stalina. Obecnie nosi imię Tofiqa Bəhramova, radzieckiego sędziego piłkarskiego narodowości azerskiej.